# NGC 7462
NGC 7462 is een balkspiraalstelsel in het sterrenbeeld Kraanvogel. Het hemelobject werd op 5 september 1834 ontdekt door de Britse astronoom John Herschel.

## Synoniemen
- ESO 346-28
- MCG -7-47-13
- IRAS 23000-4105
- PGC 70324